# María Sabina

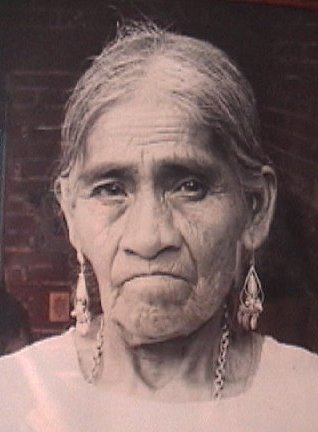
María Sabina

Maria Sabina (ur. 22 czerwca 1894, zm. 22 listopada 1985) – mazatecka uzdrowicielka i szamanka (curandera) z miejscowości Huautla de Jiménez w meksykańskim stanie Oaxaca. Jej praktyki uzdrowicielskie i wróżbiarskie bazowały na użyciu grzybów halucynogennych z gatunku łysiczka meksykańska. 
Międzynarodową sławę przyniosły jej publikacje nowojorskiego bankiera i mykologa Roberta Gordona Wassona, który przybliżył światu zachodniemu tradycje Mazateków związane z ceremonialnym i leczniczym wykorzystaniem grzybów halucynogennych, które sama Maria Sabina nazywała Nixti-santo (hiszp. Niños santos), czyli Świętymi dziećmi. Artykuły Wassona, m.in. Seeking  the magic mushroom opublikowany w 1957 w magazynie Life, zaczęły ściągać do Huautli de Jiménez osoby zainteresowane odbyciem ceremonii u Marii Sabiny, co na zawsze zmieniło oblicze spokojnego dotąd miasteczka.
Meksykańskie wydanie jej autobiografii okazało się sukcesem, podobnie jak jej angielskie tłumaczenie, do którego wstęp napisał poeta Jerome Rothenberg.
Zmarła w 1985 w szpitalu w Oaxace.